# Linyphia neophita
Linyphia neophita là một loài nhện trong họ Linyphiidae.
Loài này thuộc chi Linyphia. Linyphia neophita được Nicholas Marcellus Hentz miêu tả năm 1850.